# Светега Петра Хриб
Светега Петра Хриб (словен. Svetega Petra Hrib) је насељено место у општини Шкофја Лока, Горењска регија, Словенија.

## Историја
До територијалне реорганизације у Словенији био је у саставу старе општине Шкофја Лока.

## Становништво
У попису становништва из 2011. године, Светега Петра Хриб је имао 30 становника.
| Број становника према пописима | Број становника према пописима | Број становника према пописима |
| ------------------------------ | ------------------------------ | ------------------------------ |
| 1991                           | 2002                           | 2011                           |
| 29                             | 32                             | 30                             |

Напомена: Од 1955. до 1994. године исказивано под именом Хриб при Зминцу.

## Галерија
- сеоска фарма
- мост преко потока Бодољска грапа